# Березки (Масловське сільське поселення)
Березки (рос. Березки) — присілок в Торжоцькому районі Тверської області Російської Федерації.
Населення становить 17 осіб. Входить до складу муніципального утворення Масловське сільське поселення.

## Історія
Від 2005 року входить до складу муніципального утворення Масловське сільське поселення.

## Населення
| 1996 | 2002 | 2008 | 2010 |
| ---- | ---- | ---- | ---- |
| 19   | ↗22  | ↘19  | ↘17  |